# Список умерших в 1986 году
В этой статье представлен список известных людей, умерших в 1986 году.
См. также: Категория:Умершие в 1986 году

## Январь
- 2 января — Лука Паламарчук (79) — советский, украинский журналист и дипломат.
- 3 января — Кузьма Ветчинкин (73) — полковник пограничных войск КГБ СССР, участник Великой Отечественной войны, Герой Советского Союза.
- 3 января — Валентин Зайцев (63) — Герой Советского Союза.
- 4 января — Кристофер Ишервуд (81) — англо-американский писатель.
- 7 января — Артём Горный (73) — Главный военный прокурор, генерал-полковник юстиции.
- 9 января — Иван Сиврюк (64) — Герой Советского Союза.
- 10 января — Ярослав Сейферт (84) — чешский писатель.
- 11 января — Илья Авербах (51) — советский кинорежиссёр.
- 12 января — Сергей Ярославцев (64) — участник Великой Отечественной войны, командир танка 257-го танкового батальона 108-й танковой бригады 9-го танкового корпуса 1-го Белорусского фронта, Герой Советского Союза.
- 14 января — Даниэль Балавуан (33) — французский певец, композитор и автор песен; авиакатастрофа.
- 14 января — Валериан Зорин (84) — советский дипломатический деятель, чрезвычайный и полномочный посол СССР во Франции (1965—1971).
- 14 января — Тьерри Сабин (36) — французский мотогонщик, основатель и организатор ралли «Париж — Дакар»; авиакатастрофа.
- 16 января — Валерий Трубов (63) — Герой Советского Союза.
- 17 января — Василий Савельев (74) — Герой Советского Союза.
- 18 января — Иван Загрядский (67) — Герой Советского Союза.
- 18 января — Зиямат Хусанов (64) — Герой Советского Союза.
- 20 января — Павел Карандеев (72) — бригадир тракторной бригады совхоза «Октябрьский», Герой Социалистического Труда.
- 20 января — Константин Лясковский (77) — советский футболист, тренер. Заслуженный мастер спорта СССР.
- 20 января — Пётр Мацыгин (64) — Герой Советского Союза.
- 21 января — Иван Зайцев (67) — Полный кавалер Ордена Славы.
- 23 января — Михаил Аноприенко (67) — Герой Советского Союза.
- 23 января — Ефим Соломенников (87) — Герой Советского Союза.
- 24 января — Лафайет Хаббард (74) — американский писатель-фантаст.
- 25 января — Усман Алиев (61) — Герой Социалистического Труда.
- 27 января — Артур Бэшем (71) — британский историк и индолог.
- 28 января — Астронавты взорвавшегося при старте шаттла «Челленджер»:
  - Френсис «Дик» Скоби (46) — командир.
  - Майкл Смит (40) — пилот.
  - Эллисон Онидзука (39) — специалист полёта, американский астронавт гавайско-японского происхождения.
  - Джудит Резник (36) — специалист полёта, вторая американская женщина-астронавт, инженер.
  - Роналд Макнейр (35) — специалист полёта, физик.
  - Криста Маколифф (37) — специалист по полезной нагрузке, первая учительница в космосе.
  - Грегори Джарвис (41) — специалист по полезной нагрузке, инженер.
- 29 января — Михаил Бронштейн (75) — участник Великой Отечественной войны, лауреат Государственной премии СССР.
- 30 января — Иван Астайкин (69) — советский государственный и партийный деятель, председатель Президиума Верховного Совета Мордовской АССР.
- 30 января — Абазаев, Евгений Серафимович (76) — советский учёный
- 30 января — Иван Папанин (91) — исследователь Арктики, контр-адмирал (1943), дважды Герой Советского Союза (1937 и 1940).
- 30 января — Василий Рябов (62) — Герой Советского Союза.
- 31 января — Исрафил Гусейнов (54) — Герой Социалистического Труда.

## Февраль
- 1 февраля — Иван Цесаренко (63) — советский украинский юрист.
- 1 февраля — Алексей Шубин (73) — Герой Советского Союза.
- 2 февраля — Георгий Тусузов (94) — советский актёр театра и кино, заслуженный артист РСФСР (1961).
- 3 февраля — Григорий Гнатенко (72) — Герой Советского Союза.
- 4 февраля — Ян Калнберзин (92) — советский государственный и партийный деятель.
- 6 февраля — Николай Алифанов (73) — Герой Советского Союза.
- 7 февраля — Фрэнк Герберт (65) — американский писатель-фантаст.
- 8 февраля — Исраэль Галили (74) — израильский политик, министр правительства и член Кнессета.
- 8 февраля — Златослава Каменкович (70) — советская писательница, публицист, журналист.
- 8 февраля — Александр Ретюнский (63) — Герой Советского Союза.
- 9 февраля — Георгий Свобода (79) — Инженер-полковник артиллерии.
- 9 февраля — Константин Чагин (73) — российский и советский учёный, паразитолог, доктор медицинских наук.
- 10 февраля — Иван Ветров (80) — советский государственный и военный деятель, один из организаторов и руководителей партизанского движения на территории Полесской области в годы Великой Отечественной войны.
- 12 февраля — Макалим Койшибаев (59) — казахский советский композитор, заслуженный деятель искусств Казахской ССР.
- 12 февраля — Николай Поляков (72) — Герой Социалистического Труда.
- 13 февраля — Юрий Иваск (78) — русский поэт, литературный критик, американский историк русской литературы.
- 14 февраля — Бабкен Нерсесян (68) — советский актёр театра и кино, драматург, народный артист СССР.
- 15 февраля — Василий Логинов (64) — директор племзавода, Герой Социалистического Труда.
- 15 февраля — Николай Малявин (80) — Полный кавалер Ордена Славы.
- 15 февраля — Иван Ульянов (72) — участник Великой Отечественной войны, Герой Советского Союза.
- 16 февраля — Хаим Мальтинский (75) — еврейский поэт.
- 16 февраля — Кирилл Станюкович (74) — геоботаник и географ, доктор биологических наук.
- 17 февраля — Джидду Кришнамурти (90) — индийский философ и писатель.
- 18 февраля — Пётр Болтенков (77) — участник Великой Отечественной войны, Герой Советского Союза.
- 19 февраля — Сергей Вяткин — Участник Великой Отечественной войны. Полный кавалер ордена Славы.
- 19 февраля — Пятрас Паулайтис (83) — деятель литовского движения за независимость.
- 20 февраля — Иван Ведерников (63) — Герой Советского Союза.
- 20 февраля — Павел Кондыра (65) — Герой Советского Союза.
- 20 февраля — Иван Сенькин (70) — советский партийный и государственный деятель.
- 21 февраля — Сигэтиё Идзуми (120 лет и 237 дней) — самый старый мужчина в мире, первый среди людей, чей возраст достоверно преодолел отметку в 120 лет.
- 22 февраля — Александр Вахлаев (73) — майор Советской Армии, участник Великой Отечественной войны, Герой Советского Союза.
- 22 февраля — Алексей Макалов (62) — участник Великой Отечественной войны, Герой Советского Союза.
- 22 февраля — Борис Слуцкий (66) — русский поэт.
- 23 февраля — Александр Вильямсон (67) — Герой Советского Союза.
- 25 февраля — Михаил Пономаренко (62) — Полный кавалер Ордена Славы.
- 25 февраля — Михаил Чернов (61) — Полный кавалер Ордена Славы.
- 26 февраля — Левон Карагезян (72) — советский и армянский актёр.
- 26 февраля — Андрей Корчагин (73) — Полный кавалер Ордена Славы.
- 26 февраля — Людмила Руденко (81) — советская шахматистка: вторая в истории шахмат и первая среди советских шахматисток чемпионка мира.
- 27 февраля — Дмитрий Перов (70) — Герой Советского Союза.
- 28 февраля — Валерий Арсенов (19) — советский солдат, участник Афганской войны, старший разведчик-гранатомётчик 173-го отдельного отряда специального назначения 40-й армии Туркестанского военного округа, Герой Советского Союза.
- 28 февраля — Улоф Пальме (59) — шведский политик, премьер-министр страны; убийство.
- 28 февраля — Николай Терёшкин — советский лингвист.

## Март
- 1 марта — Ирвинг Уотсон (71) — австралийский и американский селекционер растений.
- 3 марта — Иван Волкотрубенко (89) — советский военачальник, генерал-полковник артиллерии.
- 3 марта — Иван Кузьминых (66) — Герой Советского Союза.
- 4 марта — Алексей Балясников (66) — Герой Советского Союза.
- 4 марта — Леонид Мешков (70) — советский спортсмен-пловец, заслуженный мастер спорта (1940), заслуженный тренер РСФСР (1963).
- 4 марта — Александр Поваренных (71) — советский учёный в области минералогии и кристаллохимии.
- 4 марта — Дмитрий Соболев (83) — Герой Советского Союза
- 6 марта — Михаил Масюк (66) — советский библиотечный деятель.
- 6 марта — Иван Трашутин (80) — советский конструктор-моторостроитель.
- 6 марта — Иван Шенгур (79) — Герой Советского Союза
- 9 марта — Леон Рахленко (78) — белорусский советский актёр и режиссёр. Народный артист СССР (1966).
- 10 марта — Август Сааремяги — эстонский советский журналист, редактор, политик, общественный деятель. Почётный журналист Эстонской ССР.
- 11 марта — Александр Лебедев (67) — Герой Советского Союза
- 12 марта — Марк Беркович (72) — советский кинооператор, кинорежиссёр, заслуженный деятель искусств Казахской ССР.
- 13 марта — Сергей Ушаков (77) — Герой Советского Союза
- 14 марта — Яков Баш (77) — украинский советский писатель и драматург.
- 15 марта — Ирина Асмус (44) — советская цирковая артистка, клоун, известная по роли Ириски в телевизионной передаче «АБВГДейка»; трагически погибла.
- 15 марта — Иван Сорокин (75) — русский советский живописец и педагог.
- 15 марта — Пётр Турбин (71) — Герой Советского Союза.
- 16 марта — Ганс Клосс (80) — австрийский юрист и банковский менеджер.
- 16 марта — Владимир Уклеин (87) — российский и европейский архитектор.
- 18 марта — Людвик Ашкенази (65) чешский писатель и журналист.
- 18 марта — Бернард Маламуд (71) — еврейский писатель.
- 18 марта — Николай Улановский (70) — Герой Советского Союза.
- 19 марта — Григорий Моисеенко (73) — Герой Социалистического Труда.
- 19 марта — Дмитрий Павленко (68) — Герой Социалистического Труда.
- 19 марта — Егор Романов (80) — Герой Советского Союза.
- 20 марта — Самсон Кутателадзе (72) — советский теплофизик, АН СССР.
- 23 марта — Анастасия Зуева (89) — советская актриса театра и кино, народная артистка СССР (1957).
- 23 марта — Василий Харламов (77) — Герой Советского Союза.
- 23 марта — Моше Файнштейн (91) — крупнейший галахический авторитет XX века и в особенности еврейства Америки, руководитель иешивы «месивта Тиферес Йерушалаим» в Нью-Йорке.
- 24 марта — Фёдор Карлов (84) — Герой Советского Союза.
- 24 марта — Лой Хендерсон (93) — американский дипломат, специалист по СССР и Ближнему Востоку.
- 26 марта — Михаил Потапов (61) — Полный кавалер Ордена Славы.
- 27 марта — Феодосий Горенчук (77) — полковник Советской Армии, участник советско-финской и Великой Отечественной войн, Герой Советского Союза.
- 27 марта — Михаил Понятов (80) — русский советский живописец.
- 28 марта — Николай Ермаков (60) — член КПСС, партийный деятель.
- 28 марта — Дмитрий Жданов (56) — советский украинский философ, ректор Ворошиловградского государственного педагогического института имени Тараса Шевченко.
- 29 марта — Леонид Грошев (71) — Герой Советского Союза
- 29 марта — Василий Крюков (62) — Герой Советского Союза
- 30 марта — Алексей Горегляд (81) — организатор промышленности, советский государственный деятель.

### Без точных дат
- Мозес Мабида (62) — деятель африканского и международного коммунистического рабочего и национально-освободительного движения.

## Апрель
- 1 апреля — Байрамов Нурберды (73) — советский государственный и партийный деятель, председатель Президиума Верховного Совета Туркменской ССР.
- 1 апреля — Иван Карпов (91) — крестьянин, дьякон.
- 1 апреля — Николай Пшеничников (61) — участник Великой Отечественной войны, Герой Советского Союза.
- 1 апреля — Семен Шульман — советский кинорежиссёр.
- 4 апреля — Михаил Копытин (65) — участник Великой Отечественной войны, Герой Советского Союза.
- 4 апреля — Андраник Манукян (69) — участник Великой Отечественной войны, Герой Советского Союза.
- 5 апреля — Алексей Любимов (83) — участник Великой Отечественной войны, Герой Советского Союза.
- 5 апреля — Виктор Михайлов (78) — советский боксёр и тренер.
- 7 апреля — Леонид Канторович (74) — советский математик и экономист.
- 8 апреля — Робер Жессен[фр.] (78) — французский врач и антрополог, исследователь инуитов, вице-президент Международного союза антропологических и этнологических наук[англ.].
- 8 апреля — Борис Падалко (65) — участник Великой Отечественной войны, Герой Советского Союза.
- 9 апреля — Алексей Кулаковский — советский писатель.
- 12 апреля — Василий Бабий (66) — старший лейтенант Советской Армии, участник Великой Отечественной войны, Герой Советского Союза.
- 12 апреля — Эмиль Диланян (68) — армянский советский специалист в области электротехники, педагог высшей школы.
- 12 апреля — Валентин Катаев (89) — русский, советский писатель.
- 12 апреля — Виталий Томиловских (76) — участник Великой Отечественной войны, Герой Советского Союза.
- 12 апреля — Иван Усатюк — участник Великой Отечественной войны, Герой Советского Союза.
- 14 апреля — Симона де Бовуар (78) — французская писательница, представительница экзистенциальной философии, идеолог феминистского движения.
- 15 апреля — Сергей Анохин (76) — советский лётчик-испытатель, полковник, Герой Советского Союза.
- 15 апреля — Жан Жене (75) — французский писатель, поэт и драматург, известный в России благодаря пьесе «Служанки» и автобиографическому роману «Дневник вора».
- 15 апреля — Александр Зверев (74) — деятель ВЧК — ОГПУ — НКВД, Герой Социалистического Труда.
- 15 апреля — Михаил Храпченко (81) — советский литературовед.
- 16 апреля — Чарльз Гольденберг — американский футболист Национальной футбольной лиги.
- 16 апреля — Георгий Смородин (81) — советский учёный-агроном, доктор сельскохозяйственных наук, профессор.
- 17 апреля — Марсель Дассо (94) — французский авиаконструктор и предприниматель, под руководством которого разработано и построено около 90 самолетов, в том числе сверхзвуковые истребители серии «Мираж», стратегические бомбардировщики и т. д.
- 18 апреля — Фёдор Угначёв (73) — Герой Советского Союза.
- 19 апреля — Владимир Михеев (70) — Герой Советского Союза.
- 19 апреля — Дмитрий Ровнер (78) — советский шахматист.
- 20 апреля — Алексей Арбузов (77) — русский драматург.
- 20 апреля — Алиф Периев (64) — Герой Советского Союза.
- 22 апреля — Оттилия Рейзман (71) — советский белорусский деятель советского кинематографа, кинооператор.
- 22 апреля — Мирча Элиаде (79) — румынский писатель, историк религий и исследователь мифологии.
- 23 апреля — Юрий Гуляев (55) — певец, композитор, народный артист СССР.
- 23 апреля — Отто Премингер (80) — австрийско-американский режиссёр, актёр, продюсер, известный главным образом как создатель классического нуара «Лора».
- 24 апреля — Уоллис Симпсон (89) — с 1937 года супруга герцога Виндзорского, бывшего короля Великобритании Эдуарда VIII, который ради женитьбы на ней отрёкся от престола.
- 25 апреля — Павел Кокорев — старший лейтенант Советской Армии, участник Великой Отечественной войны, Герой Советского Союза.
- 25 апреля — Сергей Стёркин (43) — московский бард.
- 26 апреля — Константин Есенин (66) — спортивный журналист и статистик, специалист по футболу, сын Сергея Есенина и Зинаиды Райх.
- 26 апреля — Пётр Лапин (77) — советский дендролог, член-корреспондент АН СССР.
- 28 марта — Николай Невгодовский (62) — полковник Советской Армии, участник Великой Отечественной войны, Герой Советского Союза.
- 29 марта — Виктор Грецов (78) — советский военачальник, генерал-майор.

## Май
- 1 мая — Степан Александрович (64) — белорусский советский писатель, литературовед, критик, краевед. Доктор филологических наук.
- 2 мая — Валерий Полевой (58) — советский композитор.
- 3 мая — Фёдор Кобец (73) — подполковник Советской Армии, участник Великой Отечественной войны, Герой Советского Союза.
- 4 мая — Иван Евстигнеев (73) — участник Великой Отечественной войны, Герой Советского Союза.
- 4 мая — Александр Иванов (66) — участник Великой Отечественной войны, Герой Советского Союза.
- 5 мая — Илья Гуленко (61) — участник Великой Отечественной войны, Герой Советского Союза.
- 5 мая — Ахмедиар Хусаинов (61) — участник Великой Отечественной войны, Герой Советского Союза.
- 6 мая — Иван Зайцев (65) — советский разведчик, генерал-майор госбезопасности; Резидент КГБ СССР в Бонне.
- 6 мая — Сергей Симонов (91) — советский конструктор стрелкового оружия.
- 7 мая — Александр Ваганов (66) — полный кавалер Ордена Славы.
- 7 мая — Александр Лелеченко (47) — ликвидатор аварии на Чернобыльской АЭС, работник станции, 'Герой Украины (2006, посмертно).
- 7 мая — Василий Терещенко (66) — Герой Советского Союза.
- 8 мая — Александр Астраханцев (63) — график. Член Союза художников СССР
- 8 мая — Павел Кармалюк (78) — оперный и камерный певец (баритон), педагог. Народный артист СССР.
- 9 мая — Тэнцинг Норгэй (71) — непальский альпинист.
- 10 мая — Джек Батлер (85) — последний носитель языка австралийских аборигенов.
- 10 мая — Игорь Кобзев (61) — русский советский поэт, литературный критик, публицист и общественный деятель; известен и как живописец.
- 10 мая — Тагир Кусимов (77) — Герой Советского Союза.
- 10 мая — Владимир Тишура (26) — ликвидатор аварии на Чернобыльской АЭС, старший пожарный 6-й самостоятельной военизированной пожарной части по охране города Припять, Герой Украины (2006, посмертно).
- 11 мая — Салават Карымов (71) — участник Великой Отечественной войны, Герой Советского Союза.
- 11 мая — Виктор Кибенок (23) — советский пожарный, лейтенант внутренней службы, один из первых ликвидаторов последствий аварии на Чернобыльской АЭС, Герой Советского Союза (1986, посмертно).
- 11 мая — Иван Козачук (72) — старшина Рабоче-крестьянской Красной Армии, участник Великой Отечественной войны, Герой Советского Союза.
- 11 мая — Владимир Правик (23) — советский пожарный, лейтенант внутренней службы, один из первых ликвидаторов последствий аварии на Чернобыльской АЭС, Герой Советского Союза (1986, посмертно).
- 12 мая — Элизабет Бергнер (88) — немецкая актриса театра и кино.
- 12 мая — Сергей Исаев (79) — советский учёный-геофизик.
- 12 мая — Николай Рыжов (85) — советский актёр, народный артист СССР.
- 13 мая — Игнатенко, Василий Иванович (25) — ликвидатор аварии на Чернобыльской АЭС, командир отделения  6-й самостоятельной военизированной пожарной части по охране города Припять, Герой Украины (2006, посмертно).
- 14 мая — Николай Ващук (26) — ликвидатор аварии на Чернобыльской АЭС, командир отделения 6-й самостоятельной военизированной пожарной части по охране города Припять, Герой Украины (2006, посмертно).
- 14 мая — Георгий Первенцев (88) — Начальник штаба 33-й армии в период Великой Отечественной войны.
- 15 мая — Элио де Анджелис (28) — итальянский автогонщик, пилот Формулы-1; погиб.
- 16 мая — Николай Тытенок (23) — ликвидатор аварии на Чернобыльской АЭС, пожарный 6-й самостоятельной военизированной пожарной части по охране города Припять, Герой Украины (2006, посмертно).
- 17 мая — Николай Канунников (68) — советский футбольный и хоккейный судья.
- 17 мая — Людмила Пахомова (39) — советская спортсменка, неоднократная чемпионка СССР, мира и Европы в спортивных танцах на льду, заслуженный мастер спорта СССР; лейкемия.
- 18 мая — Цви Бар-Нив (69) — израильский юрист.
- 18 мая — Фёдор Калинин (72) — Герой Советского Союза.
- 19 мая — Михаил Кутейников (83) — Герой Советского Союза.
- 21 мая — Леонид Гончаров (60) — советский военачальник, кандидат военных наук, генерал-полковник артиллерии.
- 21 мая — Юозас Грушас (84) — советский писатель, народный писатель Литовской ССР.
- 21 мая — Александр Медведев (74) — Герой Советского Союза.
- 23 мая — Мавлид Висаитов (73) — Герой Советского Союза.
- 23 мая — Марк Заславский (71) — советский почвовед.
- 24 мая — Якима Канутт (90) — американский каскадёр, киноактёр и режиссёр.
- 25 мая — Михаил Ливанов (78) — советский физиолог, академик АН СССР.
- 26 мая — Виталий Абалаков (80) — советский альпинист, заслуженный мастер альпинизма.
- 28 мая — Халиль Тахаев (78) — экономико-географ, кандидат географических наук.
- 29 мая — Антоний (Мельников) (62) — епископ Русской Церкви; c 29 сентября 1978 митрополит Ленинградский и Новгородский, постоянный член Священного Синода, богослов.
- 29 мая — Василий Беккеров (69) — советский государственный и партийный деятель, председатель Исполнительного комитета Корякского окружного Совета (1959—1971).
- 31 мая — Афанасий Меньщиков (73) — Герой Советского Союза.
- 31 мая — Евгений Уткин (67) — Герой Советского Союза.

## Июнь
- 1 июня — Йо Гартнер (32) — австрийский автогонщик, участник чемпионата мира по автогонкам в классе Формула-1.
- 2 июня — Илья Панцхава (80) — советский философ, специалист по общим проблемам философии.
- 2 июня — Пётр Сенченко (73) — участник Великой Отечественной войны, Герой Советского Союза.
- 2 июня — Лия Лис (78) — американская киноактриса.
- 3 июня — Максим Бочариков (77) — участник Великой Отечественной войны, Герой Советского Союза.
- 4 июня — Нина Гаген-Торн (85) — русский этнограф, историк, поэт и писатель-мемуарист.
- 4 июня — Франциск Семянников (71) — российский и украинский кинооператор.
- 6 июня — Николай Моргун (72) — капитан Рабоче-крестьянской Красной Армии, участник Великой Отечественной войны, Герой Советского Союза.
- 8 июня — Пётр Толстов (72) — участник Великой Отечественной войны, Герой Советского Союза.
- 9 июня — Анатолий Тякин (63) — полный кавалер ордена Славы.
- 11 июня — Иван Севостьянов (70) — участник Великой Отечественной войны, Герой Советского Союза.
- 12 июня — Михаил Михайлов (69) — участник Великой Отечественной войны, Герой Советского Союза.
- 13 июня — Николай Анютенко (65) — полный кавалер ордена Славы.
- 13 июня — Бенни Гудмен (77) — выдающийся джазовый кларнетист и дирижёр, «Король свинга».
- 13 июня — Дин Рид (47) — американский певец, киноактёр, кинорежиссёр и общественный деятель.
- 14 июня — Николай Антонов (77) — участник Великой Отечественной войны, Герой Советского Союза.
- 14 июня — Хорхе Луис Борхес (86) — аргентинский прозаик, поэт и публицист.
- 15 июня — Алексей Беленький (81) — советский шахматный композитор.
- 15 июня — Мефодий Козлитин (73) — участник Великой Отечественной войны, Герой Советского Союза.
- 15 июня — Ярослав Стецько (74) — активный деятель ОУН.
- 16 июня — Анатолий Прошкин (78) — российский советский живописец, график, педагог.
- 17 июня — Георгий Ерохин (79) — полный кавалер Ордена Славы.
- 19 июня — Колюш (41) — французский комик, актёр и сценарист; автокатастрофа.
- 19 июня — Лидия Хаиндрова (76) — русский поэт, журналист.
- 20 июня — Геннадий Цитович (75) — народный артист СССР, лауреат Государственной премии БССР, хоровой дирижёр, фольклорист, этнограф.
- 21 июня — Андрей Плеханов (67) — участник Великой Отечественной войны, Герой Советского Союза.
- 22 июня — Николай Андреев (70)— полный кавалер ордена Славы.
- 22 июня — Фридрих Михаэль (93)— немецкий писатель и издатель.
- 23 июня — Ежи Путрамент (75) — польский писатель, поэт, публицист, политический деятель, депутат Сейма Польской Народной Республики.
- 24 июня — Галина Кириллова (70) — советская артистка балета, педагог.
- 25 июня — Иван Заклюка (67) — полковник Советской Армия, участник Великой Отечественной войны, Герой Советского Союза.
- 26 июня — Михаил Мартынов (76) — участник Великой Отечественной войны, Герой Советского Союза.
- 26 июня — Вадим Сидур (61) — советский художник, скульптор, авангардист.
- 28 июня — Николай Тихонов (71) — участник Великой Отечественной войны, Герой Советского Союза.
- 30 июня — Роман Гуль (89) — русский писатель, эмигрант, журналист, публицист, критик, мемуарист, общественный деятель. Первопоходник, участник гражданской войны и Белого движения.
- 30 июня — Иван Катечкин (69) — полный кавалер ордена Славы.

## Июль
- 1 июля — Александр Браунштейн (84) — советский биохимик.
- 2 июля — Леонид Аврас (79) — инженер-механик, советский производственный деятель.
- 2 июля — Иван Травников (64) — Герой Социалистического Труда.
- 3 июля — Индулис Калныньш (67) — латышский, советский композитор.
- 3 июля — Демид Шевенок (76) — командир батареи 137-го артиллерийского полка 13-й армии Северо-Западного фронта, Герой Советского Союза.
- 4 июля — Николай Горюнов (63) — Герой Советского Союза.
- 4 июля — Оскар Зарисский (87) — американский математик.
- 4 июля — Волдемар Рейнхолд (83) — оберштурмбаннфюрер, командир Латышского добровольческого легиона СС.
- 5 июля — Василий Дейнега (72) — советский военный и политический деятель.
- 5 июля — Ноэл Кунихан (72) — австралийский художник.
- 6 июля — Андрей Рогожников (81) — Герой Советского Союза.
- 7 июля — Яков Ухсай (74) — советский чувашский поэт, писатель, драматург.
- 7 июля — Арсений Янкелевич (81) — советский валторнист, педагог и композитор.
- 9 июля — Григорий Резяпкин (65) — Герой Советского Союза.
- 10 июля — Ле Зуан (79) — генеральный секретарь ЦК КП Вьетнама.
- 10 июля — Александр Петров (76) — Герой Советского Союза.
- 10 июля — Леонтий Петров — советский работник сельского хозяйства, агроном, Герой Социалистического Труда.
- 11 июля — Андрей Козорезов (67) — Герой Советского Союза.
- 11 июля — Пётр Степанов (75) — советский педагог, садовод, биолог.
- 12 июля — Георгий Авалишвили (72) — советский баскетболист.
- 12 июля — Леонид Горегляд (70) — Герой Советского Союза.
- 12 июля — Яков Шапировский (76) — советский специалист в области ТВ-техники и радиолокации.
- 13 июля — Алексей Солодовников (74) — Полный кавалер Ордена Славы.
- 14 июля — Владимир Андрющенко (67) — Герой Советского Союза.
- 14 июля — Виктор Ерменеев (61) — Герой Советского Союза.
- 15 июля — Бенни Рубин (87) — американский актёр и сценарист.
- 17 июля — Фёдор Жарко — украинский советский фольклорист, бандурист.
- 18 июля — Михаил Титов (62) — Полный кавалер ордена Славы.
- 19 июля — Гиззат Алипов (61) — Полный кавалер ордена Славы.
- 19 июля — Алексей Котенко (70) — Герой Социалистического Труда.
- 20 июля — Михаил Любов (72) — Герой Советского Союза.
- 20 июля — Виктор Петров (76) — Герой Социалистического Труда.
- 22 июля — Наталия Ужвий (87) — украинская советская театральная и киноактриса.
- 24 июля — Иван Кобылецкий (69) — подполковник Советской Армии, участник Великой Отечественной войны, Герой Советского Союза.
- 25 июля — Эмануил Канер (54) — советский физик-теоретик.
- 25 июля — Винсент Миннелли (83) — голливудский кино- и театральный режиссёр, отец актрисы Лайзы Миннелли.
- 26 июля — Уильям Аверелл Гарриман (94) — американский промышленник и дипломат.
- 27 июля — Фёдор Баранов (72) — советский государственный и партийный деятель, председатель Исполнительного комитета Калининского промышленного областного Совета (1962—1964).
- 29 июля — Сергей Гуляев (64) — Герой Советского Союза.
- 29 июля — Анатолий Синьков (70) — Герой Советского Союза.
- 29 июля — Идрис Сулейманов (71) — Герой Советского Союза.
- 29 июля — Наталья Ужвий (87) — советская актриса, народная артистка СССР.
- 31 июля — Тиунэ Сугихара (86) — японский дипломат, праведник народов мира, местночтимый святой Японской православной церкви.

## Август
- 1 августа — Антон Белоус (64) — участник Великой Отечественной войны, Герой Советского Союза.
- 2 августа — Исаак Шмарук (75) — советский кинорежиссёр.
- 3 августа — Николай Дегтярь (69) — полковник Советской Армии, участник Великой Отечественной войны, Герой Советского Союза.
- 3 августа — Иван Соловьёв (84) — советский психолог.
- 5 августа — Николай Фигуровский (84) — советский химик и историк науки.
- 6 августа — Николай Мухо (72) — русский советский художник, живописец.
- 6 августа — Михаил Саначёв (69) — участник Великой Отечественной войны, Герой Советского Союза.
- 6 августа — Анатолий Смородинцев (85) — советский вирусолог и иммунолог, академик АН СССР, лауреат Сталинской (1941) и Ленинской (1963) премий.
- 8 августа — Николай Дружинин (100) — советский историк.
- 8 августа — Иван Радайкин (68) — артиллерист, Герой Советского Союза.
- 8 августа — Николай Шмелёв (83) — Герой Советского Союза.
- 10 августа — Ирина Пивоварова (47) — детская писательница и поэтесса.
- 12 августа — Николай Кириченко (63) — комсомольский и партийный деятель Украинской ССР.
- 12 августа — Борис Ройзин (72) — советский еврейский литературовед, педагог.
- 14 августа — Яков Антонов (76) — Полный кавалер ордена Славы.
- 15 августа — Ян Ванаг (78) — советский государственный и партийный деятель, председатель Верховного Совета Латвийской ССР (1957—1963).
- 15 августа — Николай Теников (75) — Герой Социалистического Труда.
- 17 августа — Михаил Вахрамеев (62) — Герой Советского Союза.
- 17 августа — Евгений Тареев (91) — советский терапевт, академик АМН СССР, лауреат Государственной и Ленинской премий.
- 20 августа — Михаил Зашибалов (87) — Герой Советского Союза.
- 20 августа — Зигмунд Менкес (90) — французский и американский художник.
- 22 августа — Вели Ахундов (70) — советский партийный и государственный деятель.
- 22 августа — Махмуд Джеляль Баяр (103) — премьер-министр Турции в 1937—1939, третий президент республики (1950—1960).
- 22 августа — Кулахмет Ходжиков (71) — советский казахский художник театра и кино, график, сценарист.
- 23 августа — Михаил Кузнецов (68) — советский актёр театра и кино, народный артист РСФСР.
- 24 августа — Александр Бадерко (85) — советский военный деятель.
- 25 августа — Пётр Иванов (78) — Герой Советского Союза.
- 25 августа — Абжан Жусупов (79) — советский политический деятель, министр государственного контроля Казахской ССР (1955—1958).
- 25 августа — Мария Миезите (81) — советская и латвийская актриса, театральный работник.
- 26 августа — Иван Матвеев (74) — Герой Советского Союза.
- 26 августа — Владимир Степанов (72) — советский астроном.
- 27 августа — Георгий Агзамов (31) — советский шахматист, международный гроссмейстер (1984) и первый гроссмейстер Средней Азии.
- 27 августа — Виктор Беляков (63) — советский учёный в области криогенной и вакуумной техники.
- 29 августа — Екатерина Зарицкая (71) — украинский военный и политический деятель.
- 30 августа — Павел Жданов (83) — подполковник Рабоче-крестьянской Красной Армии, участник Великой Отечественной войны, Герой Советского Союза.
- 30 августа — Николай Копытёнков (63) — участник Великой Отечественной войны, Герой Советского Союза.
- 30 августа — Алексей Петрищев (62) — советский государственный деятель. Герой Социалистического Труда.
- 31 августа — Ирина Вилинская (65) — известный педагог вокалист, певица и композитор.
- 31 августа — Урхо Кекконен (85) — финский политик, восьмой президент Финляндии (род. 3 сентября 1900).

## Сентябрь
- 1 сентября — Василий Корецкий (76) — Герой Советского Союза.
- 1 сентября — Константин Шулаев (71) — Герой Советского Союза.
- 4 сентября — Александр Макридин (61) — Герой Советского Союза.
- 4 сентября — Сергей Сазонов (87) — советский военачальник Войск ПВО страны, участник гражданской войны и Великой Отечественной войны, генерал-майор артиллерии.
- 4 сентября — Алексей Фофанов (71) — Герой Советского Союза.
- 6 сентября — Александр Соболев (70) — русский поэт, прозаик и журналист.
- 6 сентября — Александр Шальников (80) — советский физик-экспериментатор, академик АН СССР, лауреат Государственной премии СССР и трёх Сталинских премий.
- 7 сентября — Омар Али Сайфуддин III (69) — бывший султан Брунея.
- 8 сентября — Анатолий Казаков (63) — Герой Советского Союза.
- 10 сентября — Фёдор Базалеев (68) — Полный кавалер ордена Славы.
- 10 сентября — Андрей Зазроев (60) — советский грузинский футболист и тренер, заслуженный мастер спорта СССР.
- 10 сентября — Глеб Максименков (56) — археолог, доктор исторических наук.
- 11 сентября — Юрий Баржанский — молдавский поэт, переводчик поэзии на молдавский язык.
- 15 сентября — Пётр Бондарчук (75) — Полный кавалер ордена Славы.
- 15 сентября — Леонид Виноградов (78) — советский военный лётчик, генерал-лейтенант авиации, Герой Советского Союза.
- 15 сентября — Иван Науменко (67) — участник Великой Отечественной войны, старший лейтенант, Герой Советского Союза.
- 15 сентября — Алексей Пирмисашвили (73) — участник Великой Отечественной войны, старший лейтенант, Герой Советского Союза.
- 16 сентября — Сергей Храмцов (64) — Герой Советского Союза.
- 18 сентября — Яков Шамфаров (70) — советский и украинский физик.
- 18 сентября — Павел Щербинко (81) — участник Великой Отечественной войны, Герой Советского Союза.
- 19 сентября — Валентин Зверев (62) — участник Великой Отечественной войны, Герой Советского Союза.
- 20 сентября — Николай Тестемицану (59) — хирург и политик Молдавии.
- 20 сентября — Виктор Хохряков (73) — советский актёр, народный артист СССР (1973).
- 21 сентября — Роман Покровский (69) — советский военачальник и учёный, генерал-полковник инженерно-технической службы.
- 23 сентября — Елена Максимова (80) — советская киноактриса, Заслуженная артистка РСФСР (1958).
- 23 сентября — Андрей Сумин (66) — Герой Советского Союза.
- 24 сентября — Леонид Данилюк (67) — Герой Советского Союза.
- 24 сентября — Фёдор Дудник (76) — Герой Советского Союза.
- 24 сентября — Николай Лепехов (67) — Полный кавалер Ордена Славы.
- 24 сентября — Пётр Леденёв (69) — Герой Советского Союза.
- 24 сентября — Адольф Толкачёв (59) — советский инженер в области радиолокации и авиации, агент ЦРУ в 1979—1985 годах.
- 25 сентября — Николай Зайюльев (79) — Герой Советского Союза.
- 25 сентября — Николай Семёнов (90) — советский химик.
- 26 сентября — Леонид Гальченко — Герой Советского Союза.
- 27 сентября — Клиффорд Ли Бёртон (24) — американский музыкант, бас-гитарист группы Metallica.
- 27 сентября — Александра Новосёлова (86) — советский химик-неорганик, профессор химфака МГУ, действительный член Академии наук СССР (1970), лауреат Сталинской (1948) и Государственной (1981) премий СССР, Герой Социалистического Труда (1980).
- 28 сентября — Роберт Хелпман (77) — австралийский артист балета, актёр, режиссёр и хореограф.

## Октябрь
- 1 октября — Алексей Поддубный (79) — участник Великой Отечественной войны, Герой Советского Союза.
- 2 октября — Николай Бровкин (70) — советский архитектор.
- 2 октября — Михаил Массон (88) — выдающийся советский, узбекский археолог и историк-востоковед.
- 2 октября — Фёдор Радчук (84) — украинский советский актёр.
- 3 октября — Дмитрий Абаляев (71) — участник Великой Отечественной войны, Герой Советского Союза.
- 3 октября — Георгий Макогоненко (74) — видный русский советский литературовед, критик.
- 4 октября — Александр Лобанов (69) — участник Великой Отечественной войны, Герой Советского Союза.
- 4 октября — Анатолий Рубахин (68) — участник Великой Отечественной войны, Герой Советского Союза.
- 5 октября — Николай Ковалёв (71) — участник Великой Отечественной войны, Герой Советского Союза.
- 6 октября — Александр Кронрод (64) — советский математик. Основоположник создания направления искусственного интеллекта.
- 6 октября — Фазлидин Мухаммадиев (58) — советский прозаик, кинодраматург.
- 7 октября — Пётр Головач (73) — начальник комбината «Ростовуголь», Ростовская область.
- 7 октября — Иван Розанов (70) — участник Великой Отечественной войны, Герой Советского Союза.
- 7 октября — Иван Тимофеенко (67) — участник Великой Отечественной войны, Герой Советского Союза.
- 7 октября — Михаил Широбоков (87) — советский военачальник, генерал-майор танковых войск.
- 8 октября — Валентин Зинченко (63) — старший лейтенант Советской Армии, участник Великой Отечественной войны, Герой Советского Союза.
- 10 октября — Николай Чихарев (76) — участник Великой Отечественной войны, Герой Советского Союза.
- 11 октября — Григорий Горовенко (72) — украинский советский фтизиохирург.
- 11 октября — Иван Каковкин (68) — участник Великой Отечественной войны, Герой Советского Союза.
- 12 октября — Михаил Афанасьев (63) — капитан Советской Армии, участник Великой Отечественной войны, Герой Советского Союза.
- 12 октября — Юлий Ванагс (83) — латышский писатель.
- 12 октября — Павел Кованов (78) — Член ЦК КПСС (1966—1971), кандидат в члены ЦК КПСС (1961—1966), депутат Верховного Совета СССР 5—8 созывов.
- 12 октября — Василий Коломоец (67) — полковник Советской Армии, участник Великой Отечественной войны, Герой Советского Союза.
- 12 октября — Филипп Моженко (75) — участник Великой Отечественной войны, Герой Советского Союза.
- 13 октября — Андрей Бембель (80) — советский скульптор, народный художник Белорусской ССР.
- 15 октября — Фёдор Александров (73) — участник Великой Отечественной войны, Герой Советского Союза.
- 16 октября — Михаил Власов (51) — Полный кавалер ордена Славы.
- 16 октября — Алексей Дьячков (68) — участник Великой Отечественной войны, Герой Советского Союза.
- 17 октября — Борис Аркадьев (87) — советский футболист и футбольный тренер.
- 19 октября — Ольдржих Липский (62) — чешский режиссёр (род. 4 июля 1924).
- 20 октября — Георгий Дубошин (81) — советский астроном.
- 21 октября — Теодор Буссе (88) — немецкий военный деятель. Генерал пехоты.
- 21 октября — Евгений Верховский (80) — Герой Советского Союза.
- 21 октября — Григорий Лютый (62) — Герой Советского Союза.
- 21 октября — Захар Хиталишвили (63) — Герой Советского Союза.
- 22 октября — Е Цзяньин (89) — бывший председатель ПК ВСНП (президент КНР).
- 23 октября — Павел Барто (84) — детский поэт, орнитолог.
- 23 октября — Алексей Новиков (69) — Герой Советского Союза.
- 25 октября — Максим Алексеев (75) — советский военный лётчик, Герой Советского Союза.
- 25 октября — Леонид Хинкулов (74) — советский украинский литературовед, критик, переводчик, краевед Киева.
- 27 октября — Владимир Бурматов (65) — участник Великой Отечественной войны, Герой Советского Союза.
- 27 октября — Пётр Власенко (62) — полковник Советской Армии, участник Великой Отечественной войны, Герой Советского Союза.
- 27 октября — Михаил Федотов (69) — участник Великой Отечественной войны, Герой Советского Союза.
- 28 октября — Анатолий Григорьев (82) — советский скульптор.
- 28 октября — Николай Шевердяев (64) — участник Великой Отечественной войны, Герой Советского Союза.
- 28 октября — Георгий Степанов (67) — советский лингвист, профессор.
- 29 октября — Александр Куриленко (71) — Полный кавалер ордена Славы.
- 30 октября — Евгений Иванов (48) — советский детский хирург.
- 30 октября — Алексей Каштанов (69) — майор Советской Армии, участник Великой Отечественной войны, Герой Советского Союза.
- 30 октября — Андрей Кононов (80) — советский тюрколог, академик АН СССР.
- 30 октября — Леонид Сейфулин (92) — поручик 6-го Сибирского стрелкового полка, герой Первой мировой войны, участник Белого движения.
- 31 октября — Роберт Малликен (90) — американский химик.

## Ноябрь
- 1 ноября — Алексей Бабушкин (67) — главный государственный санитарный врач Саратовской области.
- 1 ноября — Марк Гроссман (69) — русский советский поэт, прозаик.
- 1 ноября — Артур Димитерс (71) — латышский советский актёр.
- 3 ноября — Григорий Ганцевич (71) — советский график.
- 3 ноября — Мурат Кужаков (82) — Герой Советского Союза
- 3 ноября — Георгий Стратановский — советский филолог-античник, переводчик.
- 3 ноября — Жумабек Ташенев (71) — советский государственный и партийный деятель.
- 3 ноября — Геннадий Шичко (64) — советский физиолог, кандидат биологических наук. Ветеран Великой Отечественной войны.
- 4 ноября — Мелитон (Соловьёв) — епископ Русской православной церкви, архиепископ Тихвинский, викарий Ленинградской епархии.
- 8 ноября — Вячеслав Молотов (96) — глава советского правительства в 1930—1941, нарком и министр иностранных дел (1939—1949, 1953—1956).
- 8 ноября — Евгений Фёдоров (77) — советский и украинский астроном.
- 9 ноября — Адам Бродзиш (80) — польский актёр театра и кино.
- 12 ноября — Эрих Кох (90) — видный деятель НСДАП и Третьего рейха.
- 12 ноября — Николай Сутягин (63) — Герой Советского Союза, лётчик-истребитель I класса, генерал-майор авиации.
- 13 ноября — Фёдор Степанов (73) — Герой Советского Союза.
- 14 ноября — Николай Улащик (80) — белорусский историк, археограф, прозаик, переводчик и мемуарист.
- 15 ноября — Тамара Кулаковская (67) — советский ученый в области почвоведения и агрохимии, доктор сельскохозяйственных наук, профессор, академик ВАСХНИЛ, член-корреспондент АН БССР, директор Белорусского научно-исследовательского института почвоведения и агрохимии.
- 17 ноября — Карим Дияров (76) — музыкант-кураист, собиратель башкирского фольклора.
- 17 ноября — Владимир Кенигсон (79) — советский актёр, Народный артист СССР.
- 18 ноября — Иван Климов (70) — Герой Советского Союза.
- 19 ноября — Марина Ворошилова (64) — советский вирусолог.
- 19 ноября — Михаил Хакимов (70) — Герой Советского Союза.
- 20 ноября — Пётр Барабанов (65) — Герой Советского Союза.
- 20 ноября — Александр Квасников (73) — советский футбольный вратарь
- 20 ноября — Иван Мирошников (74) — Герой Советского Союза.
- 20 ноября — Марк Максимов (67) — советский поэт, драматург, публицист, переводчик.
- 20 ноября — Александр Островский (94) — математик.
- 20 ноября — Александр Рыжов (62) — передовик советского химического машиностроения, бригадир слесарей-сборщиков завода «Пензхиммаш» Пензенского совнархоза, Герой Социалистического Труда.
- 20 ноября — Георгий Смоленский (76) — советский физик, член-корреспондент АН СССР.
- 22 ноября — Александр Дейч (86) — советский астроном, ученик С. К. Костинского.
- 22 ноября — Костас Корсакас (77) — литовский советский поэт, критик, литературовед и общественный деятель.
- 22 ноября — Александр Зубарев — Герой Советского Союза.
- 22 ноября — Лазарь Хидекель (84) — ленинградский архитектор.
- 23 ноября — Василий Власов (74) — Полный кавалер Ордена Славы.
- 25 ноября — Фёдор Сапатинский (82) — Герой Советского Союза.
- 26 ноября — Алексей Баксов (79) — Герой Советского Союза.
- 28 ноября — Фрол Чабурин (68) — Герой Советского Союза.
- 29 ноября — Кэри Грант (82) — англо-американский актёр, признанный Американским институтом кино величайшим киноактёром в истории Голливуда после Хамфри Богарта.
- 29 ноября — Лидманис, Янис (76) — латвийский баскетболист и футболист, чемпион Европы по баскетболу 1935 года.
- 30 ноября — Виктор Кузнецов (73) — советский химик, проректор по учебной работе.

### Без точных дат
- Серафим Попов (82) — педагог, хоровой дирижёр, с 1937 по 1980 художественный руководитель хора МГУ, Заслуженный деятель искусств РСФСР (1963).

## Декабрь
- 1 декабря — Виктор Вахарловский (80) — Герой Советского Союза.
- 1 декабря — Иван Ерёменко (76) — советский офицер, Герой Советского Союза, в годы гражданской войны в Испании.
- 1 декабря — Иван Пятковский (73) — Герой Советского Союза.
- 1 декабря — Юрий Тимошенко (67) — советский комик, известный как Тарапунька.
- 2 декабря — Михаил Коробов (61) — Герой Советского Союза.
- 2 декабря — Иван Лавейкин (65) — лётчик-истребитель, генерал-майор авиации, Герой Советского Союза.
- 7 декабря — Александр Сарычев (79) — советский шахматный композитор; международный мастер по шахматной композиции.
- 8 декабря — Алексей Бирюков (79) — советский государственный и партийный деятель, председатель Исполнительного комитета Приморского краевого Совета (1957—1962).
- 8 декабря — Евгений Ильин (70) — Герой Советского Союза.
- 8 декабря — Анатолий Марченко (48) — советский писатель, диссидент; умер в заключении в результате четырёхмесячной голодовки.
- 9 декабря — Анатолий Зверев (55) — русский художник.
- 10 декабря — Сюзан Кэбот (59) — американская актриса театра, кино и телевидения.
- 11 декабря — Владимир Верменич (61) — украинский советский композитор.
- 12 декабря — Василий Тышкевич (66) — Герой Советского Союза.
- 13 декабря — Никита Кондратович (69) — майор Советской Армии, участник Великой Отечественной войны, Герой Советского Союза.
- 13 декабря — Генри Уинстон (75) — деятель американского и международного коммунистического движения.
- 15 декабря — Серж Лифарь (82) — французский танцовщик, хореограф и балетмейстер.
- 16 декабря — Олег Гончаренко (55) — советский конькобежец, первый советский чемпион мира в классическом конькобежном многоборье, чемпион Европы, призёр Олимпийских игр, Заслуженный мастер спорта СССР.
- 17 декабря — Ишия Айзенштейн (80) — почётный гражданин Ташкента, инициатор установки в городе Курантов.
- 19 декабря — Вадим Масс (67) — советский, российский и латвийский оператор и кинорежиссёр.
- 19 декабря — Андрей Чабаненко (77) — советский военачальник, командующий Северным флотом, адмирал.
- 20 декабря — Фердинанд Бранднер (83) — австрийский и немецкий авиационный инженер и конструктор авиационных двигателей.
- 21 декабря — Анвар Фаткуллин (64) — Герой Советского Союза.
- 22 декабря — Митрофан Нога (72) — Герой Советского Союза.
- 24 декабря — Иосиф Маковский (68) — Герой Советского Союза.
- 25 декабря — Каарел Ирд (77) — советский эстонский актёр.
- 25 декабря — Михаил Кушнер (80) — паровозный машинист депо станции Осташков Калининской железной дороги.
- 25 декабря — Пётр Семёнов (84) — Герой Советского Союза.
- 26 декабря — Анатолий Лукьянов (67) — Герой Советского Союза.
- 26 декабря — Василий Чхаидзе (81) — советский грузинский актёр театра и кино.
- 27 декабря — Леонид Прядкин (80) — советский кинооператор. Заслуженный деятель искусств УССР.
- 27 декабря — Михаил Филатов (71) — Полный кавалер ордена Славы.
- 28 декабря — Андрей Трифонов (67) — полный кавалер ордена Славы.
- 29 декабря — Джон Антилл (82) — австралийский композитор и дирижёр.
- 29 декабря — Андрей Тарковский (54) — советский кинорежиссёр, сценарист.
- 29 декабря — Гарольд Макмиллан (92) — бывший премьер-министр Великобритании.
- 31 декабря — Агзам Валеев (67) — Герой Советского Союза.
- 31 декабря — Марк Кузнецов (78) — Полный кавалер Ордена Славы.

## Дата неизвестна или требует уточнения
- Георгий Багрянцев (88) — член КПСС, военный и государственный деятель.
- Марта Борман (88) — член КПСС, образовательный и партийный деятель.
- Иосиф Винокур (94) — член КПСС, общественный деятель.
- Михаил Гоберман (95) — член КПСС, библиотечный и общественный деятель.
- Зинаида Зиновьева (91) — член КПСС, библиотечный деятель и редактор.
- Жан Миклау (90) — член КПСС, общественный деятель.
- Андрей Набоков (88) — член КПСС, промышленный деятель.